# Elżbieta (Elsaba)
Elżbieta (Elsaba) (ur. 1360, zm. w okr. 5 października–31 grudnia 1388 prawdopodobnie w Szwerinie) – żona Magnusa I, księcia meklemburskiego na Schwerinie, córka Barnima IV Dobrego, księcia wołogosko–rugijskiego i Zofii.
11 czerwca 1377 miasto Grevesmühlen złożyło hołd przyszłej księżnej, która objęła dobra ziemskie w pięć dni później. Nadania dla Elżbiety były wynikiem rozmów jej braci Warcisława VI (Jednookiego) i Bogusława VI z Albrechtem II Wielkim, ojcem Magnusa I, w sprawie posagu i dożywocia. Rozmowy były podejmowane od 7 lipca 1369, jednak powikłania polityczne spowodowały odłożenie ich na późniejszy okres.
Zmarłą w 1388 pochowano przypuszczalnie w kościele klasztornym, w Doberanie, tuż obok męża.

## Rodzina
Elżbieta była żoną Magnusa I, księcia meklemburskiego na Schwerinie. Data zawarcia związku małżeńskiego, w źródłach i literaturze przedmiotu (A. Hofmeister) przedstawiana jest na okres od 5 lipca 1362 do 7 lipca 1369. Z mariażu pochodziło dwoje dzieci, tj.
- Jan IV (ur. po 1370, zm. 16 października 1422) – książę meklemburski na Schwerinie,
- Eufemia (ur. najp. 1375, zm. 1416) – żona Baltazara, pana na Werle-Güstrow[1][5].

### Genealogia
| Warcisław IV ur. w okr. 11–27 V 1291 zm. w okr. 31 VII–1 VIII 1326 | Warcisław IV ur. w okr. 11–27 V 1291 zm. w okr. 31 VII–1 VIII 1326 |                                                       |                                                       | Elżbieta ur. w okr. 1300–1304 zm. w okr. II–III 1355 lub przed 2 II 1356 | Elżbieta ur. w okr. 1300–1304 zm. w okr. II–III 1355 lub przed 2 II 1356 |  |  | p. Jan II Werle-Güstrow ur. po 1250 zm. 27 VIII 1337 | p. Jan II Werle-Güstrow ur. po 1250 zm. 27 VIII 1337 |                                               |                                               | p. Mechtilda ur. ok. 1295 zm. w okr. 24 X 1333– 14 III 1344 | p. Mechtilda ur. ok. 1295 zm. w okr. 24 X 1333– 14 III 1344 |
|                                                                    |                                                                    |                                                       |                                                       |                                                                          |                                                                          |  |  |                                                      |                                                      |                                               |                                               |                                                             |                                                             |
|                                                                    |                                                                    |                                                       |                                                       |                                                                          |                                                                          |  |  |                                                      |                                                      |                                               |                                               |                                                             |                                                             |
|                                                                    |                                                                    | Barnim IV Dobry ur. w okr. 1319–1320 zm. 22 VIII 1365 | Barnim IV Dobry ur. w okr. 1319–1320 zm. 22 VIII 1365 |                                                                          |                                                                          |  |  |                                                      |                                                      | Zofia ur. w okr. 1324–1325 zm. zap. 5 IX 1364 | Zofia ur. w okr. 1324–1325 zm. zap. 5 IX 1364 |                                                             |                                                             |
|                                                                    |                                                                    |                                                       |                                                       |                                                                          |                                                                          |  |  |                                                      |                                                      |                                               |                                               |                                                             |                                                             |
|                                                                    |                                                                    |                                                       |                                                       |                                                                          |                                                                          |  |  |                                                      |                                                      |                                               |                                               |                                                             |                                                             |
|                                                                    |                                                                    |                                                       |                                                       |                                                                          |                                                                          |  |  |                                                      |                                                      |                                               |                                               |                                                             |                                                             |

|                                 |                                 | Magnus I ur. ok. 1345 zm. 1 IX 1384 OO w okr. 5 VII 1362 – 7 VII 1369 | Magnus I ur. ok. 1345 zm. 1 IX 1384 OO w okr. 5 VII 1362 – 7 VII 1369 | Elżbieta (Elsaba) (ur. 1360, zm. w okr. 5 X–31 XII 1388) | Elżbieta (Elsaba) (ur. 1360, zm. w okr. 5 X–31 XII 1388) |  |  |  |  |
|                                 |                                 |                                                                       |                                                                       |                                                          |                                                          |  |  |  |  |
|                                 |                                 |                                                                       |                                                                       |                                                          |                                                          |  |  |  |  |
|                                 |                                 |                                                                       |                                                                       |                                                          |                                                          |  |  |  |  |
| Eufemia ur. najp. 1375 zm. 1416 | Eufemia ur. najp. 1375 zm. 1416 | Jan IV ur. po 1370 zm. 16 X 1422                                      | Jan IV ur. po 1370 zm. 16 X 1422                                      |                                                          |                                                          |  |  |  |  |

### Źródła online
- Cawley Ch, Mecklenburg. Table of contents. Magnus I 1379-1385, Johann IV 1385-1422 (ang.) [w]: Mediewal Lands. A prosopography of medieval European noble and royal families (ang.), [dostęp 2012-01-11].

### Opracowania
- Edward Rymar, Rodowód książąt pomorskich, Szczecin: Książnica Pomorska im. Stanisława Staszica, 2005, ISBN 83-87879-50-9, OCLC 69296056. Brak numerów stron w książce
- Szymański J.W., Książęcy ród Gryfitów, Goleniów – Kielce 2006, ISBN 83-7273-224-8.